# Leptidosophia
Leptidosophia är ett släkte av tvåvingar. Leptidosophia ingår i familjen parasitflugor.
Kladogram enligt Catalogue of Life:
| Leptidosophia | \| \| Leptidosophia flava \| \| \| \| \| \| Leptidosophia lutescens \| \| \| \| |
|               | \| \| Leptidosophia flava \| \| \| \| \| \| Leptidosophia lutescens \| \| \| \| |
|               | Leptidosophia flava                                                             |
|               |                                                                                 |
|               | Leptidosophia lutescens                                                         |
|               |                                                                                 |